# タニヤ・ドネリー
タニヤ・ドネリー（Tanya Donelly、1966年7月14日 - ）は、アメリカ合衆国のミュージシャン、シンガーソングライター。ロックバンド、スローイング・ミュージズ、ブリーダーズ、ベリーといったバンドでの活動で知られる。他にもソロで活動を行っている。

## 略歴
8歳頃にクリスティン・ハーシュと出会い友人同士となる。14歳頃に父親からギターを譲り受け、同じ頃にギターを父親から譲り受けたハーシュと共にビートルズの曲を演奏し始め、高校時代にスローイング・ミュージズを結成する。バンドは4ADと契約し1984年にデビューを果たす。ドネリーはバンドでギター、ボーカル、ソングライターを担当した。スローイング・ミュージズで活動する傍ら、1990年にピクシーズのキム・ディールと共にブリーダーズを結成し同年にデビュー。ドネリーは翌1991年にも新バンド、ベリーを結成し1992年にブリーダーズを脱退する。同年にベリーはデビューを果たした。1995年にドネリーはキャサリン・ホイールのシングル「Judy Staring at the Sun」にボーカル参加した。1996年にベリーは解散し、以降はソロを中心に活動する。1996年11月にEP『Sliding & Diving』をリリースし、1997年2月にソロでのファースト・アルバム『ラヴソングス・フォー・アンダードッグス』を発表した。2010年には助産師としてのキャリアを開始したと『スピン』誌に紹介された
。

## ディスコグラフィ

### ソロ・アルバム
- 『ラヴソングス・フォー・アンダードッグス』 - Lovesongs for Underdogs (1997年)
- Beautysleep (2002年)
- Whiskey Tango Ghosts (2004年)
- This Hungry Life (2006年)
- Beautysleep and Lovesongs Demos (2006年)

### シングル、EP
- Sliding & Diving EP (1996年)
- The Bright Light, disc 1 (1997年)
- The Bright Light, disc 2 (1997年)
- Sleepwalk (2001年)
- Heart of Gold (2007年)
- Swan Song Series, Vol. 1 (2013年)
- Swan Song Series, Vol. 2 (2013年)
- Swan Song Series, Vol. 3 (2013年)
- Swan Song Series, Vol. 4 (2013年)
- Swan Song Series, Vol. 5 (2014年)